# Hertz
För andra betydelser, se Hertz (olika betydelser).

Tre blinkande lampor, från den lägsta (överst) till den högsta frekvensen (nederst). f är frekvensen i hertz (Hz), i det här fallet antalet blinkningar per sekund. T är perioden i sekunder (s), d.v.s. antalet sekunder mellan blinkningarna. T och f är reciproker.

Hertz (Hz) är (den härledda) SI-enheten för frekvens, uppkallad efter Heinrich Hertz. En hertz är en händelse per sekund. 
Händelsen som avses är vanligen svängningar eller perioder hos någon form av vågor, men hertz kan användas för att beskriva alla periodiska förlopp.

## Exempel
- 11,6 μHz (mikrohertz) – jordens rotationshastighet kring sin egen axel (vinkelfrekvens)
- 440 Hz – tonen ettstrukna a (akustisk svängning)
- 50 Hz – frekvensen i svenska elnätet. Den resulterande blinkfrekvensen 100 Hz kan uppfattas av ögat som irriterande. Ett relaterat fenomen är den randighet som beroende på kamerans läshastighet kan uppträda i digitalt foto eller film tagen inomhus under exempelvis ett lysrör.
- 428–752 THz – synligt ljus (elektromagnetisk svängning)
- 20 Hz – 16 kHz (ungefär) – normalt hörselomfång hos en vuxen människa (många barn och djur kan höra ljud med frekvenser utanför detta område) (akustisk svängning)
- Ultraljud – Högre än 20 000 Hz
- Hörbart ljud – 20 – 20 000 Hz
- Infraljud – Mindre än 20 Hz

### Förkortningar
- kHz – kilohertz – 1 000 Hz
- MHz – megahertz – 1 000 000 Hz
- GHz – gigahertz – 1 000 000 000 Hz
- THz – terahertz – 1 000 000 000 000 Hz
- PHz – petahertz – 1 000 000 000 000 000 Hz

### Frekvensband
Radiovågorna delas in i följande frekvensband:
- Very Low Frequency (3–30 kHz) används mest för radiokommunikation med ubåtar. Radiostationen i Grimeton sänder på 17,5 kHz.
- Low Frequency (30–300 kHz) – långvågsbandet ligger här, liksom radiofyrar.
- Medium Frequency (300 kHz – 3 MHz) – mellanvågsbandet ligger här.
- High Frequency (3–30 MHz) är detsamma som kortvåg.
- Very High Frequency (30–300 MHz) – här sänder FM-radio. SVT1 sändes analogt här innan de analoga sändningarna upphörde. I kabelnät sänds fortfarande analoga kanaler här.
- Ultra High Frequency (300 MHz – 3 GHz) – här sänder marksänd digital-tv, mobiltelefoner, Wi-Fi med mera. SVT2 och TV4 sändes analogt här innan de sändningarna upphörde.
- Super High Frequency (3–30 GHz) – här sänder bl.a. tv-satelliter och modernare routrar.
- Extremely High Frequency (30–300 GHz)